# Awaswas
Awaswas (Santa Cruz Costanoans).- ime za nekoliko malenih tribeleta (malenih plemena) Costanoan Indijanaca nastanjenih u vrijeme kontakta između današnjeg Davenporta i Aptosa u zapadnoj Kaliforniji. Područje što ga oni naseljavahu poznato je danas kao Castle Rock State Park. Awaswas Indijanci prema misiji Santa Cruz nazivani su i Santa Cruz Costanoans, a populacija im je tada procijenjena na nekih 600 osoba, zacijelo preumanjena.  –Španjolski kontakt s Costanoima počinje dolaskom Sebastián Vizcaínom, no istraživanja njihove zemlje Španjolci provode između 1769. i 1776. Misija među Awaswas Indijancima utemeljena je tek 1791. Njihovi dijelovi ipak su još prije završili po misijama drugih srodnih Costanoan plemena, točnije na misijama San Carlos, San Francisco i Santa Clara.  
Costanoan Indijanci, koji ime nose prema obali (costa= obala; Sp. Costaños = “people of the coast”), bavili su se lovom i ribolovom, kao i sakupljanjem mekušaca uz obalu. Žene su se bavili sakupljanjem biljne hrane i njenom pripremom.  
Awaswas Indijanci bijahu podijeljeni na više malenih plemena, to su:
- Uypi (Soquel) u području rijeke San Lorenzo,. Ime su dobili po jednom njihovom vođi. Prije dolaska misionara naseljavvali su ušće San Lorenza
- Cotoni, od ušća San Lorenza do A Año Nuevo., i na istok do Bonny Doon Ridge
- Quirotse, na obali od Bean Creeka do Año Nuevo.  14. dana posljednjeg mjeseca 1793. pripadnici plemena Quirotse napali su misiju Santa Cruz i dijelom spalili.
- Cajastaca od Corralitosa i Watsonvillea. Pokršteni su 1790.-tih
- Chaloctac, duž Loma Prieta Creek.

## Vanjske poveznice
- Arhivirana inačica izvorne stranice od 27. rujna 2007. (Wayback Machine)
- Arhivirana inačica izvorne stranice od 3. svibnja 2006. (Wayback Machine)